# 阿斯蒂耶尔
阿斯蒂耶尔（法語：Hastière，法語發音：[astjɛʁ]）是比利时瓦隆大区那慕爾省迪南区的一个市镇，南与法国接壤，通行法语，是比利时法语社群的一部分，面积56.46平方千米，人口5,979人（2018年1月1日）。